# Carcassonne (joc)
|  | Aquest article tracta sobre el joc. Vegeu-ne altres significats a «Carcassonne». |

Carcassonne és un joc de tauler d'estil europeu de Klaus-Jürgen Wrede (autor) i Doris Matthäus i Anne Pätzke (il·lustradores). Fou publicat per primera vegada l'any 2000 per Hans im Glück (HiG) en alemany. La versió en català fou publicada l'any 2011 per Devir Iberia.
El nom del joc és degut a la Ciutat fortificada de Carcassona, conjunt urbà i arquitectònic medieval situat dalt d'un pujol, nucli antic de la vila occitana de Carcassona, al sud de França. El seu paisatge fortificat és el tema principal del joc. Guanyà els premis Spiel des Jahres («joc de l'any», en alemany) i Deutscher Spiele Preis («Premi dels Jocs Alemanys») el 2001. En els primers deu anys ha venut més de sis milions de còpies i s'ha traduït a més de 20 idiomes, convertint-lo en un dels jocs familiars amb més èxit. Al llarg dels anys han aparegut nombroses ampliacions o extensions del joc bàsic, altres jocs derivats, així com versions per a PC i consoles. Les peces de fusta amb forma d'homenets, anomenades «seguidors» (o meeples en anglès) s'han convertit en un símbol dels jocs d'estil europeu o eurogames.

## Funcionament

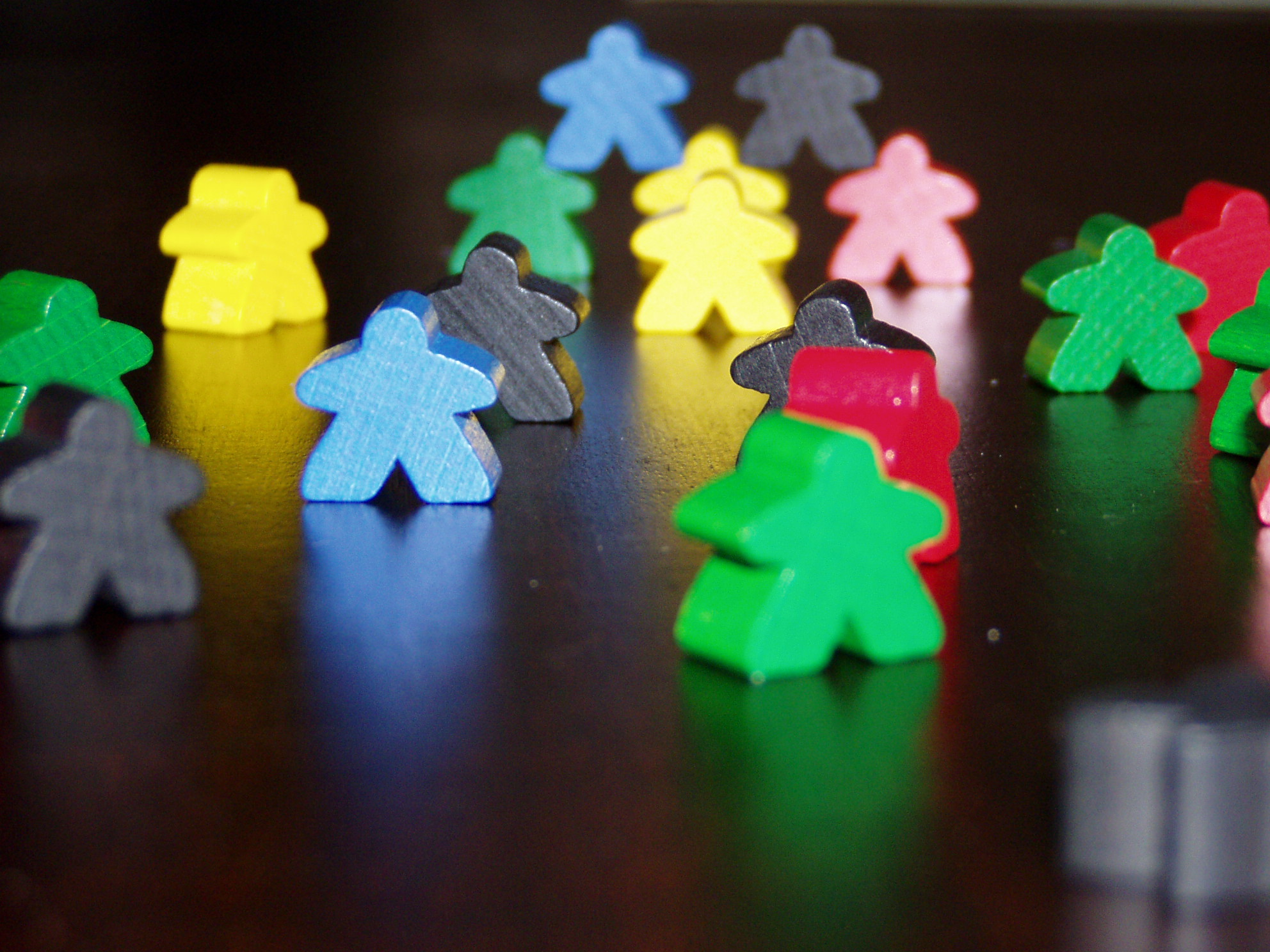
Els «seguidors» o «meeples», les figures en forma d'homenets del Carcassonne. Meeple és un mot creuat format a partir de my i people (la meua gent, en anglès).

El tauler de joc, que representa un paisatge medieval amb ciutats, camins i monestirs, es construeix a mesura que avança el joc mitjançant la col·locació de les 72 peces de què es compon el joc original. Aquest s'inicia amb una sola peça del tauler i els jugadors han d'anar agafant a cegues una peça per torn i intentar col·locar-les adjacents a les ja col·locades, sempre tenint en compte que han d'encaixar els dibuixos: els camins han d'unir-se amb camins ja existents, les muralles amb les muralles existents, etc.
Després de col·locar una nova peça del tauler el jugador pot, si vol, col·locar damunt d'aquesta peça un dels seus 7 «seguidors» o «meeples» (figures amb forma d'homenet, el nom prové d'abreviar "My people", la meva gent) per reclamar la propietat d'un camí, d'una ciutat, d'un camp o d'un monestir; sempre que no estigui ja reclamada per un «seguidor» d'un altre jugador. Tot i així, pot ser que, durant el desenvolupament del joc, dos propietats reclamades en diferents zones del tauler acabin unint-se i convertint-se en una sola propietat compartida. L'homenet esdevindrà un bandoler si es col·loca damunt d'un camí, un cavaller si damunt d'una ciutat, un monjo si damunt de l'abadia o un pagès si damunt d'un camp. El pagès es col·locarà ajagut per a indicar que no es pot recuperar fins a acabar la partida.
Durant el joc es poden anar sumant punts i recuperar els «seguidors» per a tornar a utilitzar-los quan es completen camins, ciutats o monestirs. El camí es completa quan queda tancat per ambdós extrems. S'obté un punt per cada peça que tingui el camí. La ciutat es completa quan està totalment envoltada per un muralla i no hi ha cap forat en el seu interior. S'obtenen dos punt per cada peça i dos més per cada escut que hi hagi a la ciutat. El monestir es completa quan està totalment envoltat per peces. Cada peça, incloent-hi el monestir, dona un punt; en total 9 punts. Els camps només puntuen en acabar el joc.
Si hi ha més d'un jugador amb «seguidors» al mateix camí, ciutat o camp el jugador que tingui més seguidors es queda els punts. Si hi ha dos o més jugadors empatats amb el major nombre de «seguidors», tots ells aconsegueixen els punts.
El joc s'acaba quan no queden peces per agafar. En aquest moment també se sumen els punts pels camps i pels camins, ciutats i monestirs incomplets. Els camps sumen 3 punts per cada ciutat completada que estigui en els seus límits. Els camins i les abadies puntuen igual que durant la partida però les ciutats la meitat. Aquesta puntuació es pot veure alterada per les ampliacions del joc.
Puntuació bàsica
| Completats durat el joc  | Completats durat el joc               |
| ------------------------ | ------------------------------------- |
| Camí                     | 1 punt per peça                       |
| Ciutat                   | 2 punts per peça +2 punts per escut   |
| Monestir                 | 1 punts per peça (total 9 punts)      |
| En finalitzar la partida |                                       |
| Camps                    | 3 punts per ciutat completa limítrofe |
| Camí                     | 1 punt per peça                       |
| Ciutat                   | 1 punts per peça +1 punts per escut   |
| Monestir                 | 1 punts per peça                      |

Joc simplificat
Es pot jugar una versió simplificada, sense pagesos, per a iniciar-se en el joc, jugar amb infants o, simplement, per jugar partides més senzilles i ràpides.

## Història

### Desenvolupament i llançament del joc
Carcassonne és el primer joc publicat de Klaus-Jürgen Wrede. El 1992, Wrede va estar a punt de traure el seu primer joc, Scippo, però l'editorial, Hexagames, va fer fallida abans. Aleshores, Wrede va intentar pel seu compte escriure llibres. En una investigació sobre els càtars per al seu llibre sobre el Retaule de Gant va viatjar a la zona de Carcassona. Durant aquest viatge elaborà les idees principals del joc. Presentà aquest joc juntament amb el prototip de Mesopotamien a tres editorials diferents. Wrede, que pensava que Mesopotamien era millor, es va sorprendre quan l'editorial Hans im Glück va accedir a publicar Carcassonne per a la Fira de internacional dels jocs de taula d'Essen de l'any 2000. Es van vendre 2.000 còpies del joc en aquesta fira. L'editorial, dirigida per Bernd Brunnhofer, pensava que el joc havia d'interessar a molts jugadors ja que combinava trencaclosques amb estratègia.
En la versió original, Wrede volia que es pogués col·locar un «seguidor» a les construccions per cada targeta, sense les limitacions actuals. Però, atès que l'editorial HiG considerava aquesta regla original massa ofensiva; i també per promoure la dispersió per diferents ubicacions, Wrede va canviar aquesta regla. També es va reduir el nombre de «seguidors» de 10 a 7 per provocar decisions més ràpidament i la tarjeta de «camp buit» es va canviar per les cartes amb monestirs.
Wrede, inicialment, també va rebutjar fer ampliacions, però va recordar peticions similars a altres jocs. Des de llavors s'han publicat deu ampliacions principals i 34 mini-ampliacions. El llibre pel què va viatjar a França es va publicar finalment el 2015.

### Evolució del joc bàsic
S'han publicat quatre tirades alemanyes que inclouen diferències en el joc bàsic. En la segona tirada es va corregir el marcador de puntuació, que era massa curt, amb 70 caselles, canviant-lo per un recorregut circular de 50 caselles, on es tomba el «seguidor» que fa de comptador quan el jugador té més de 50 punts. També es van reformular les instruccions del joc per fer-les més comprensibles. A la tercera tirada es va incloure l'expressió «Spiel des Jahres 2001» («joc de l'any 2001») a la portada, es va simplificar la norma de puntuació dels pagesos i es va canviar l'edat recomanada de «a partir de 10 anys» a «a partir de 8 anys». En la quarta variació (coneguda com a segona edició, o edició de 2014), es va tornar a modificar la regla dels pagesos, fent-la més senzilla. En total hi han hagut tres formes diferents de puntuació al joc. També es modificà l'edat recomanada a «a partir de 7 anys».
En les primeres edicions podien jugar entre dos i cinc jugadors. Amb l'ampliació «Wirtshäuser und Kathedralen» («posades i catedrals») de 2009, s'afegiren els «seguidors» grisos als originals (de colors blau, groc, verd, vermell i negre) i es permetí així l'ampliació a sis jugadors. La Big Box Edition 2014 possibilità jugar vuit jugadors afegint els colors rosa i violeta.

## Ampliacions
L'èxit del joc ha propiciat l'aparició de diverses ampliacions (que modifiquen el terreny de joc, per exemple amb rius, o bé afegeixen seguidors especials que afecten l'estratègia que cal seguir) i versions informàtiques, incloent el joc homònim de Xbox o l'adaptació a Internet (Tolouse).
Algunes de les ampliacions de més èxit són:
- Catedrals: inclou un meeple més gros que compta per dos dels altres, les cases dibuixades a les caselles de camí que dupliquen el seu valor final (però compten zero punts si el camí roman inacabat al final de la partida) i la catedral, que actua com una casa però a caselles de ciutat.
- Mercaders i constructors: inclou peces de comerç a les ciutats, de tres tipus diferents. Qui té més d'una classe concreta en acabar, afegeix 10 punts a la puntuació final. També inclou una peça amb forma de porc fa que aquell camp sumi 4 punts per cada ciutat completada al seu domini si és propietat del jugador que més seguidors hi hagi dipositat. Per acabar, incorpora un seguidor anomenat constructor, que fa que, col·locat en una ciutat o camí que ja posseeix un altre seguidor del mateix jugador, sumi un punt extra quan es continuï la figura que el conté.

## Altres aplicacions
Alguns autors han destacat les aplicacions formatives del joc Carcassone. Així doncs, la divisió dels seguidors de cada jugador en cavallers, capellans, lladres o pagesos; o l'estratègia necessària per a la construcció de ciutats i viles permetria desenvolupar discursos relacionats amb l'aprenentatge de la història.